# Кастелруђеро (Салерно)
Кастелруђеро је насеље у Италији у округу Салерно, региону Кампанија.
Према процени из 2011. у насељу је живело 400 становника. Насеље се налази на надморској висини од 399 м.